# Rory Gallagher (album)
| Recensione | Giudizio |
| ---------- | -------- |
| AllMusic   | [ 1 ]    |

Rory Gallagher è il primo album in studio da solista del cantante e chitarrista irlandese Rory Gallagher, pubblicato nel 1971, poco dopo lo scioglimento della sua band, i Taste.

## Il disco
L'album solista ebbe subito un grande successo, ottenendo la posizione numero 32 nel Regno Unito. Fu un brillante inizio di carriera.
Il disco contiene dieci tracce, le quali mostrano come il chitarrista abbia scelto di proseguire la strada del blues rock, già intrapresa con il precedente gruppo. Il brano più famoso e interessante risulta essere I'm Not Surprised, canzone dallo stampo tipicamente blues.
Nell'album è presente, tra le altre cose, anche una sapiente mescolanza di strumenti come il sassofono ed il mandolino.
Nel 1999 ne è stata pubblicata una versione rimasterizzata contenente due tracce bonus.

## Tracce
Testi e musiche di Rory Gallagher.
1. Laundromat – 4:38
2. Just the Smile – 3:41
3. I Fall Apart – 5:12
4. Wave Myself Goodbye – 3:30
5. Hands Up – 5:25
6. Sinner Boy – 5:04
7. For the Last Time – 6:35
8. It's You – 2:38
9. I'm Not Surprised – 3:37
10. Can't Believe It's True – 7:16

Durata totale: 47:36
Tracce bonus della versione rimasterizzata del 1999
1. Gypsy Woman – 4:02 (Muddy Waters)
2. It Takes Time – 3:34 (Otis Rush)

## Formazione
- Rory Gallagher – chitarra, voce, armonica a bocca, sassofono, mandolino
- Gerry McAvoy – basso
- Wilger Campbell – batteria, percussioni